# Rhabdotorrhinus leucocephalus
El cálao grande de Mindanao o cálao de Vieillot (Rhabdotorrhinus leucocephalus) es una especie de ave coraciforme de la familia Bucerotidae endémica de las islas Filipinas que solo puebla las selvas de la isla de Mindanao. No se reconocen subespecies.